# Vilvestre
Vilvestre ist eine nordwestspanische Gemeinde (municipio) in der Provinz Salamanca in der Autonomen Gemeinschaft Kastilien-León.

## Lage
Vilvestre liegt im Westen der Provinz Salamanca unmittelbar an der Grenze zu Portugal in einer Höhe von knapp 600 Metern ü. d. M. in der von Granitfelsen durchsetzten Landschaft des Naturparks Arribes del Duero. Die Stadt Salamanca ist etwa 100 Kilometer (Fahrtstrecke) in östlicher Richtung entfernt; die historisch bedeutende und architektonisch reizvolle Stadt Ciudad Rodrigo liegt etwa 75 Kilometer südlich.

## Bevölkerungsentwicklung
| Jahr      | 1950 | 1960 | 1970 | 1981 | 1991 | 2000 | 2018 |
| Einwohner | 1448 | 1394 | 906  | 695  | 711  | 629  | 232  |

Im 19. Jahrhundert hatte der Ort zwischen 1700 und 1900 Einwohner; in der ersten Hälfte des 20. Jahrhunderts sank die Zahl der Einwohner auf etwa 1400 ab. Infolge des Verlusts von Arbeitsplätzen durch die Mechanisierung der Landwirtschaft ist die Bevölkerungszahl seitdem auf den derzeitigen Tiefststand zurückgegangen.

## Wirtschaft
Die Landwirtschaft (Feldwirtschaft und Viehzucht) spielt traditionell die größte Rolle im Wirtschaftsleben der Gemeinde. Einnahmen aus dem Tourismus in Form der Vermietung von Ferienwohnungen (casas rurales) sind in den letzten Jahrzehnten hinzugekommen.

## Geschichte
Oberhalb des Ortes ist eine neolithische Fabrikationsstätte für Steinwerkzeuge gefunden worden. Ein phallischer Menhir wurde ebenfalls auf dem Gemeindegebiet entdeckt. Nach der weitgehend unblutigen Rückeroberung (reconquista) aus den Händen der Mauren und der Neubesiedlung (repoblación) der nahezu menschenleeren Bergregion im 11. und 12. Jahrhundert gehörte die grenznahe Region zunächst zum Herrschaftsgebiet der leonesischen und kastilischen Könige; letztere übergaben sie jedoch um 1340 in die Obhut einzelner Grundherrn (señores), die fortan die Grenzsicherung übernahmen bis Isabella I. im ausgehenden 15. Jahrhundert die Region den Herzögen von Alba übergab.

## Sehenswürdigkeiten

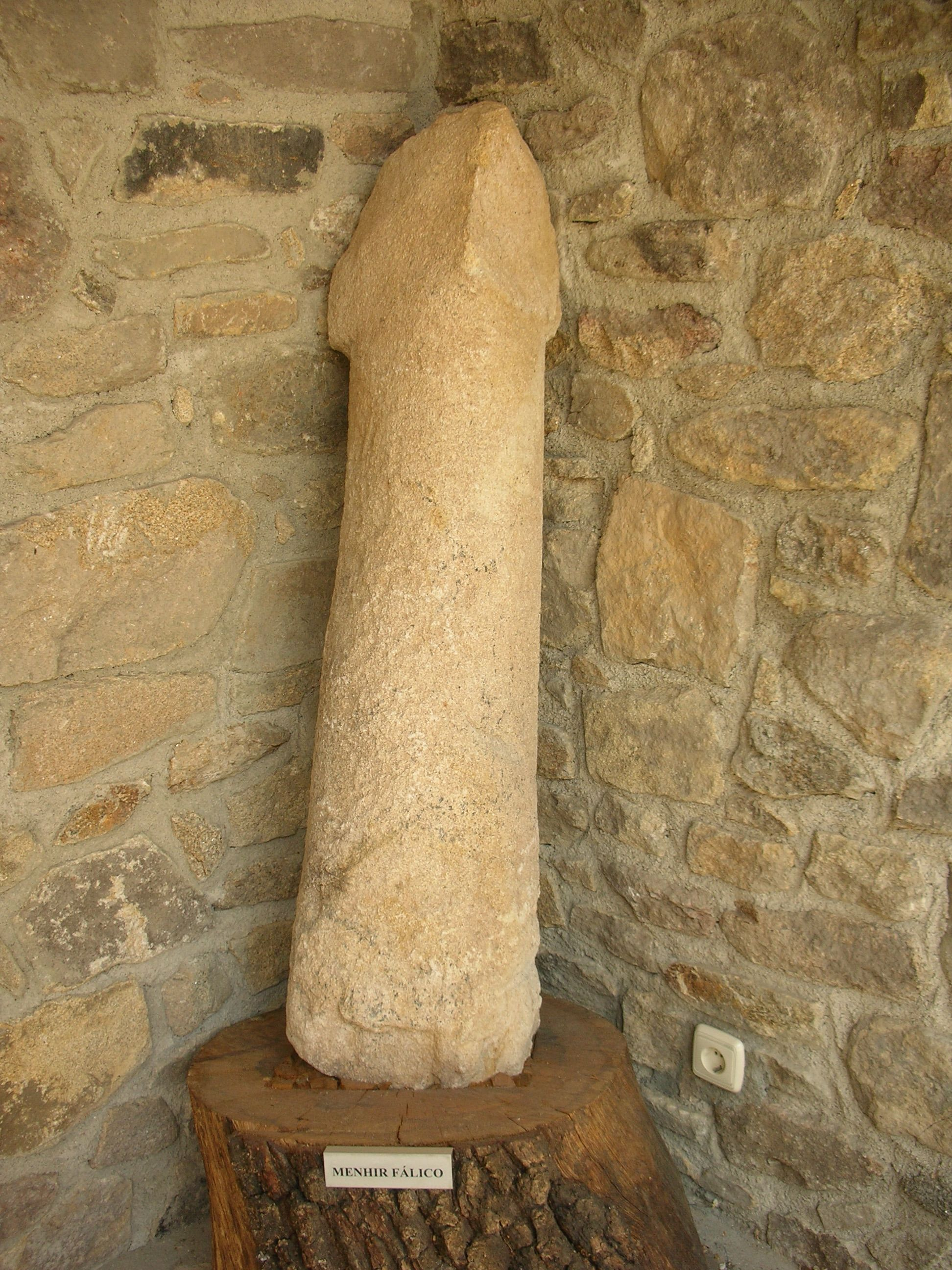
Phallischer Menhir

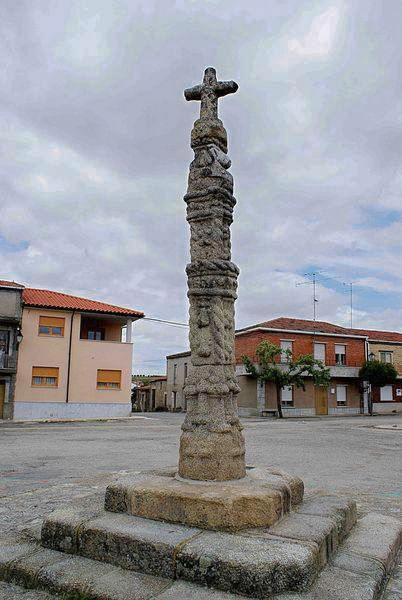
Gerichtspfeiler (rollo)

- Der bereits erwähnte phallisch geformte ‚Menhir‘ wird heute im örtlichen Museum gezeigt.
- Die Pfarrkirche (Iglesia de Nuestra Señora de la Asunción) stammt aus dem 16. Jahrhundert, als der Übergangsphase von der Spätgotik zur Renaissance. Im Innern beeindrucken mehrere geschnitzte und bemalte Altarretabel aus dem 18. Jahrhundert.
- Ein reich verzierter barocker Gerichtspfeiler (rollo) mit einem Kreuz an der Spitze steht auf einem abgetreppten Sockel auf dem Hauptplatz des Ortes.
- Eine Einsiedlerkirche (Ermita de la Virgen del Castillo) steht nahe den Ruinen einer alten Burg (castillo) am Fuß des Berges, welcher den Ort überragt (41° 6′ 16″ N, 6° 43′ 49″ W). Im Innern befindet sich ein Altarretabel aus Granit.
- In der Umgebung des Ortes finden sich mehrere interessante Aussichtspunkte – einer davon mit einem Steinkreuz.